# منطقه ممنوع
منطقه ممنوع فیلمی به کارگردانی و تهیه‌کنندگی رضا جعفری و نویسندگی مهستی بدیعی ساختهٔ سال ۱۳۷۳ است.

## بازیگران
- فرامرز قریبیان
- عبدالرضا آشتیانی
- کاظم افرندنیا
- میترا اویسی
- عطاءالله سلمانیان
- حسین یاری
- علی امیدوار
- اصغر صابری
- حمید منوچهری
- بیتا فرنگی
- محمد سیف‌اللهی
- عباس مختاری
- هادی جلیلی
- رضا ترکمان
- رضا راد
- محمد ولیخانی
- محمد رحمانی
- سعید روحانی
- بهروز پیروزیان